# 29 Pułk Piechoty (austro-węgierski)
Węgierski Pułk Piechoty Nr 29 (niem. Ungarisches Infanterieregiment Nr. 29) – pułk piechoty cesarskiej i królewskiej Armii.

## Historia pułku
Pułk kontynuował tradycje pułku utworzonego w 1709 roku.
Swoje święto pułk obchodził 24 czerwca 1866 roku w rocznicę bitwy pod Custozą stoczonej w 1866 roku.
Od 1888 roku pułk nosił imię marszałka polnego Gideona Ernsta von Laudon.
Okręg uzupełnień nr 29 Zrenjanin (węg. Nagybecskerek, niem. Gross Becskerek) na terytorium 7 Korpusu.
Kolory pułkowe: jasnoniebieski (lichtblau), guziki srebrne.
W latach 1873–1876 sztab pułk stacjonował w Wiedniu, a komenda rezerwowa i stacja okręgu uzupełnień w Gross Becskerek.
W 1876 roku pułk przeniósł się do Kaiserebersdorf, który w 1892 roku został włączony do jedenastej dzielnicy Wiednia – Simmering.
W latach 1903 i 1910–1914 pułk stacjonował w Temeszwarze z wyjątkiem 1. batalionu, który pozostawał we własnym okręgu uzupełnień, w Nagybecskerek. Cały pułk wchodził w skład 67 Brygady Piechoty należącej do 34 Dywizji Piechoty.
Skład narodowościowy w 1914 roku 44% – Chorwaci, Serbowie, 56% – inne narodowości.
W czasie I wojny światowej pułk walczył z Rosjanami na przełomie 1914 i 1915 roku w Galicji. Żołnierze pułku są pochowani m.in. na cmentarzach wojennych nr: 264 w Szczurowej oraz 263 w Zaborowie.

## Szefowie pułku
Kolejnymi szefami pułku byli:
- FM Gideon Ernst von Laudon (1760 – †14 VII 1790),
- książę Wilhelm I (1818 – 1840, abdykował),
- FML Joseph von Fölseis (1840 – †3 I 1841),
- FML Anton Hartmann von Hartenthal (1841 – †23 VIII 1844),
- FML Karl von Schmeling (1844 – †7 V 1847),
- FZM Karl von Schönhals (1847 – †16 II 1857),
- FZM Karl von Thun und Hohenstein (1857 – †16 I 1876),
- FZM Anton von Scudier (1876 – †31 V 1900)[1].

## Żołnierze
Komendanci pułku
- płk Anton Franz Leopold von Nagy ( – 1873[6] → szef Biura Dyrekcyjnego Sztabu Generalnego)
- płk Emerich Györgyi de Deákoma (1873–1875)
- płk Nikolaus Killič (1875–1876 → komendant IR. 33)
- płk Emilian David von Rhonfeld (1876 – )
- płk Reinhard von Scherer (1903–1905)
- płk Eugen von Scheure (1906–1910)
- płk Emil Sperl von Raabthal (1911–1914[1])
- płk Trojan Bacsila (1914)

Oficerowie
- płk Stanisław Springwald (1913–1918)
- ppor. rez. Romuald Sidorski